# Peccia
Peccia  är en ort i kommunen Lavizzara i kantonen Ticino, Schweiz. 
Peccia var tidigare en självständig kommun, men 4 april 2004 blev Peccia en del av nybildade kommunen Lavizzara.